# 김의석 (1957년)
김의석(金義石, 1957년 7월 6일 ~ )은 대한민국의 영화 감독이다.

## 생애
1984년 중앙대학교 연극영화학 학사를 졸업하고, 중앙대학교대학원 청담영상대학원 영상예술학과 석사를 나왔다. 그 후 감독 대표작으로 《결혼 이야기》, 《총잡이》, 《청풍명월》 등이 있다.

## 작품

### 감독
- 1992년 《결혼 이야기》
- 1993년 《그 남자, 그 여자》
- 1995년 《총잡이》
- 1997년 《홀리데이 인 서울》
- 1999년 《북경반점》
- 2003년 《청풍명월》

### 기타 작품
- 1986년 《서울 황제》 연출부
- 1987년 《키위새의 겨울》 조감독
- 1990년 《남부군》 조감독
- 1990년 《장군의 아들》 연출부
- 1991년 《열 일곱살의 쿠테타》 조감독
- 1996년 《투캅스 2》 기획

## 수상
- 1992년 제3회 춘사영화예술상 희극영화부문 신인감독상
- 1993년 제31회 대종상영화제 신인감독상